# Carl Ruschen
Carl Ruschen (* 6. März 1871 in Wickede-Asseln; † 16. März 1931 in Recklinghausen) war ein deutscher Industrieller.

## Leben
Carl Ruschen besuchte das Gymnasium Petrinum in Recklinghausen. Er studierte das Bergfach in Berlin, München und an der Bergakademie Clausthal, wurde 1894 Bergreferendar und 1899 Bergassessor im Oberbergamtsbezirk Dortmund. Später schied er aus dem Staatsdienst aus und wurde 1901 Direktor bei der Gewerkschaft Ewald in Herten. Von 1903 bis 1915 war er Bergwerksdirektor der Zeche Ewald Fortsetzung. 1915 wurde er zum Generaldirektor der Gewerkschaft Ewald bestellt. Daneben war er Generalbevollmächtigter und Grubenvorstandsmitglied der Gewerkschaft König Ludwig in Recklinghausen, Grubenvorstandsmitglied der Gewerkschaft Langenbrahm in Essen und Repräsentant der Gewerkschaft Vereinigte Trappe in Silschede. Er war Mitglied des Vorstands des Vereins für die bergbaulichen Interessen im Oberbergamtsbezirk Dortmund mit Sitz in Essen, des Zechenverbandes in Essen, der Ruhrknappschaft in Bochum und der Industrie- und Handelskammer in Münster. Aufsichtsratsmitglied war er bei der Aktiengesellschaft Eisenhütte Prinz Rudolph in Dülmen, dem Rheinisch-Westfälischen Kohlen-Syndikat in Essen und der Ruhrgas AG in Essen.